# Caught in a Moment
Caught in a Moment – czwarty i ostatni singel Sugababes z albumu Three. Wydany w sierpniu 2004, dotarł do 8 miejsca na brytyjskiej liście przebojów.

## Lista utworów
| #   | Tytuł                                       | Długość |
| --- | ------------------------------------------- | ------- |
| CD1 |                                             |         |
| 1.  | "Caught in a Moment"                        | 4:23    |
| 2.  | "Caught in a Moment" (D-Bop remix)          | 5:34    |
| CD2 |                                             |         |
| 1.  | "Caught in a Moment"                        | 4:23    |
| 2.  | "Conversation's Over" (Sessions @ AOL live) | 4:08    |
| 3.  | "Hole in the Head" (Sessions @ AOL live)    | 3:34    |
| 4.  | "Caught in a Moment" (enhanced video)       |         |

## Pozycje na listach
| Lista                 | Pozycja | Sprzedaż |
| --------------------- | ------- | -------- |
| UK Singles Chart      | 8       | 32,000   |
| Swiss Singles Chart   | 23      |          |
| Irish Singles Chart   | 28      |          |
| Dutch Singles Chart   | 30      |          |
| Austria Singles Chart | 33      |          |
| German Singles Chart  | 71      |          |